# NGC 6175
NGC 6175 é uma galáxia lenticular na direção da constelação de Hercules. O objeto foi descoberto pelo astrônomo William Herschel em 1787, usando um telescópio refletor com abertura de 18,7 polegadas. Devido a sua moderada magnitude aparente (+13,7), é visível apenas com telescópios amadores ou com equipamentos superiores. 